# Asketomoria
Asketomoria, albo Zgromadzenie fartuszkowe czyli sejm mniszek – poemat heroikomiczny Michała Hieronima Juszyńskiego, wydany w 1795. Składa się z sześciu pieśni. Został napisany oktawą, czyli strofą ośmiowersową rymowaną abababcc. Był porównywany z Monachomachią Ignacego Krasickiego.